# Parlament

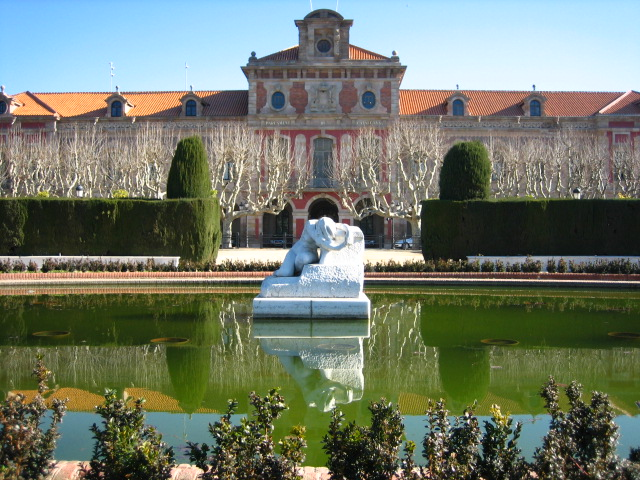
Vista del Parlament de Catalunya

Un parlament, o assemblea legislativa, és una assemblea de persones que exerceixen el poder legislatiu i que controlen els actes del govern sota el model de Westminster o parlamentari. Té el seu origen en la revolució anglesa de 1688, amb la qual s'inicià la decadència de l'absolutisme europeu i l'aparició d'una branca del govern que representava al poble.
Encara que els parlaments són cossos legislatius, no tots els cossos legislatius es coneixen com a «parlaments», sinó tan sols aquells que operen sota un sistema parlamentari de govern en què l'executiu és responsable de totes les seves accions davant el parlament. En els sistemes presidencialistes, per contra, la separació de poders és estricta: el cap de l'executiu no prové ni és designat pel parlament. Els congressos no elegeixen ni destitueixen els caps de govern i aquests no poden dissoldre el congrés, com és el cas en els sistemes parlamentaris.
Els parlaments poden ser compostos per una o més cambres, encara que la majoria dels parlaments del món són bicamerals. La cambra baixa dels parlaments sovint és la més poderosa, de la qual s'origina el govern, mentre que la cambra alta és una assemblea de revisió i aprovació, o fins i tot només cerimonial sense cap funció de govern real. En els sistemes congressuals, per contra, ambdues cambres són iguals en poder però difereixen en llurs funcions.

## Primers parlaments
Des de l'antiguitat, quan les societats eren tribals, hi havia consells o un cap les decisions dels quals eren avaluades pels ancians del poble. Això s'anomena tribalisme. Alguns estudiosos suggereixen que a l'antiga Mesopotàmia hi havia un govern democràtic primitiu on els reis eren avaluats pel consell.[10] El mateix s'ha dit de l'antiga Índia, on existia alguna forma d'assemblees deliberatives i, per tant, hi havia alguna forma de democràcia. Tanmateix, aquestes afirmacions no són acceptades per altres estudiosos, que veuen aquestes formes de govern com a oligarquies.
L'antiga Atenes va ser el bressol de la democràcia. L'assemblea atenesa (ἐκκλησία, ekklesia) era la institució més important, i cada ciutadà lliure podia participar en les discussions. Els esclaus i les dones no podien. Tanmateix, la democràcia atenesa no era representativa, sinó directa i, per tant, l'ekklesia era diferent del sistema parlamentari.
La República Romana tenia assemblees legislatives, que tenien l'última paraula pel que fa a l'elecció de magistrats, la promulgació de nous estatuts, l'execució de la pena capital, la declaració de guerra i pau i la creació (o dissolució) d'aliances. El Senat romà controlava els diners, l'administració i els detalls de la política exterior.
Alguns estudiosos musulmans argumenten que la shura islàmica (un mètode per prendre decisions a les societats islàmiques) és anàloga al parlament. No obstant això, altres estudiosos (sobretot de Hizb ut-Tahrir) destaquen el que consideren diferències fonamentals entre el sistema shura i el sistema parlamentari.

## Funcions del parlament
El parlament té atribuïdes diverses funcions als diferents països, encara que és possible precisar una sèrie de prerrogatives comunes a la majoria i enumerar-ne d'altres que li corresponen segons es tracti d'un sistema polític parlamentari o presidencialista.
En general, correspon al parlament a la majoria dels països:
- L'elaboració i l'aprovació de les lleis.
- L'elecció dels integrants del Poder Executiu o almenys la fiscalització de la seva acció.
- L'orientació de la política pública i de les línies d'actuació de l'Estat.
- La integració d'altres òrgans constitucionals.

Al sistema parlamentari, els integrants del Govern mantenen els càrrecs només mentre conservin la confiança del parlament, o el seu cas d'una de les Cambres d'aquest. El cap del Govern i els altres membres del mateix solen ser nomenats pel cap de l'Estat, sigui un monarca o un president, però depenen del parlament, davant del qual responen de la seva gestió política. En aquests casos, el parlament disposa de dispositius constitucionals per enderrocar el Govern, com l'adopció d'una moció de censura o la desaprovació d'una qüestió de confiança plantejada per l'Executiu.
Al sistema presidencialista, els integrants del Govern no són elegits pel parlament, però en molts casos el president només pot nomenar per a l'Executiu persones que el parlament o una de les seves Cambres aprovi mitjançant una majoria determinada, i en pràcticament tots els països el parlament té l'opció de processar i sentenciar els funcionaris públics, inclòs el president de la República, un procediment anomenat judici polític que pot concloure amb la destitució i la inhabilitació de l'acusat. L'acusat s'ha de retractar dels seus actes públicament al consell o un tribunal.

## Sistema parlamentari

Nacions amb una legislatura bicameral.
Nacions amb una legislatura unicameral
Nacions sense legislatura.

Molts parlaments formen part d'un sistema de govern parlamentari, en el qual l'executiu és constitucionalment responsable davant el parlament des del moment genètic del naixement del Govern (moció de confiança), fins al moment final de la seva terminació (moció de censura), a través de tots els compromisos que de tant en tant es poden afegir al contracte de govern mitjançant mocions i resolucions. Alguns restringeixen l'ús de la paraula parlament als sistemes parlamentaris, mentre que altres utilitzen la paraula per a qualsevol cos legislatiu electe. Els parlaments solen estar formats per cambres o cases, i solen ser bicamerals o unicamerals encara que existeixen models més complexos, o han existit.
En alguns sistemes parlamentaris, el primer ministre és membre del parlament (per exemple, al Regne Unit), mentre que en altres no ho és (per exemple, als Països Baixos). Normalment són el líder del partit majoritari a la cambra baixa del parlament, però només ocupen el càrrec sempre que es mantingui la "confiança de la cambra". Si els membres de la cambra baixa perden la fe en el líder per qualsevol motiu, poden convocar un vot de censura i obligar el primer ministre a dimitir.
Això pot ser especialment perillós per a un govern quan la distribució dels escons entre els diferents partits és relativament uniforme, en aquest cas sovint es convoca una nova elecció poc després. No obstant això, en cas de descontentament general amb el cap de govern, la seva substitució es pot fer de manera molt fluida sense totes les complicacions que suposa en el cas d'un sistema presidencial.
El sistema parlamentari es pot contrastar amb un sistema presidencial, com el sistema del congrés nord-americà, que funciona sota una separació de poders més estricta, per la qual l'executiu no forma part ni és nomenat per l'òrgan parlamentari o legislatiu. En aquest sistema, els congressos no seleccionen ni destitueixen caps de govern, i els governs no poden demanar una dissolució anticipada com pot ser el cas dels parlaments. Alguns estats, com França, tenen un sistema semipresidencial que es troba entre els sistemes parlamentaris i del Congrés, combinant un poderós cap d'estat (president) amb un cap de govern, el primer ministre, que és responsable davant el parlament.

## Dones als parlaments

Països amb més d'un percentatge específic de dones al parlament a partir del 2017
Més d'un 10%[21]
Més d'un 20%[22]
Més d'un 30%[23]

### Corts Generals a Espanya
La forma política de l'Estat espanyol és la monarquia parlamentària, on el parlament rep la denominació històrica de Corts Generals. A l'article 66 de la Constitució vigent queden configurades com a representants del poble espanyol, amb funcions com la legislativa, la pressupostària i el control del govern. A més també tenen altres competències que li atribueixi la Constitució, com les relatives a la corona, el govern, declaració d'estats alarma, autoritzar obligacions internacionals assumides per l'Estat, així com proposar el Defensor del Poble, vuit magistrats del Tribunal Constitucional i els vocals del Consell General del Poder Judicial, entre d'altres. La primera característica de les Corts Generals és la seva composició bicameral, la Constitució disposa que les Corts estan formades pel Congrés i el Senat. Aquest bicameralisme és asimètric desigual, perquè les dues cambres tenen assignades competències en exclusiva i en les que l'altra cambra no té participació. És el cas del Congrés, amb la investidura del president del Govern (article 99 de la Constitució), o la retirada, en el seu cas amb la qüestió de confiança, la convalidació de decrets llei (article 113 de la Constitució). El Senat ha d'autoritzar les mesures adoptades pel Govern central per obligar a una comunitat autònoma a complir les obligacions constitucionals o legals sense intervenció del Congrés (article 155.1 de la Constitució). La posició constitucional del Congrés i del Senat no són doncs equivalents ni semblants, queda reflectit en l'exercici d'una de les funcions compartides, com el cas de la legislativa, on el Congrés té la facultat de decisió per acceptar o refusar les esmenes del Senat.
El mateix ordenament constitucional recull principis que limiten l'actuació del Parlament. A Espanya, segons l'article 1.2 de la Constitució, la sobirania resideix en el poble i no en les Corts Generals que són els seus representants. Això limita i acota els casos de reforma constitucional, determinats Estatuts d'Autonomia i a més hi ha el Tribunal Constitucional amb la missió de verificar l'adequació a la Constitució de la potestat legislativa que tenen les Corts. El funcionament intern de les cambres parlamentàries segueix el model d'agrupació de grups parlamentaris emanats dels partits polítics i no pas dels diputats o senadors individualment considerats.